# Барлеттский колосс
Барле́ттский коло́сс — крупная бронзовая статуя римского или византийского императора, находящаяся в приморском городе Барлетта, провинция Апулия Италии. Высота статуи около 5 метров. Вопрос о том, какого именно императора она изображает, является предметом дискуссии.

## Описание
Статуя находится в небольшом портовом городке Барлетта в 65 км к северо-западу от Бари, рядом с местной базиликой Гроба Господня. Статуя изображает бородатого мужчину примерно 50 лет. Ноги статуи ниже броневой юбки и птериги отсутствуют, высота сохранившейся части составляет 3,55 м, исходная высота оценивается в 5 м. Высота лица статуи 46 см. Поверхность покрыта неглубокими выемками, что может указывать на сбитую позолоту. Эти следы отсутствуют в складках одежды, ободе диадемы и тунике, возможно, потому что эти части были покрыты медью. Некоторые элементы облачения могли быть покрыты пурпурной краской. Белки глаз были посеребрены, о чём свидетельствуют остатки сульфида серебра под веками. Зрачки были вычернены, ресницы жестяные.

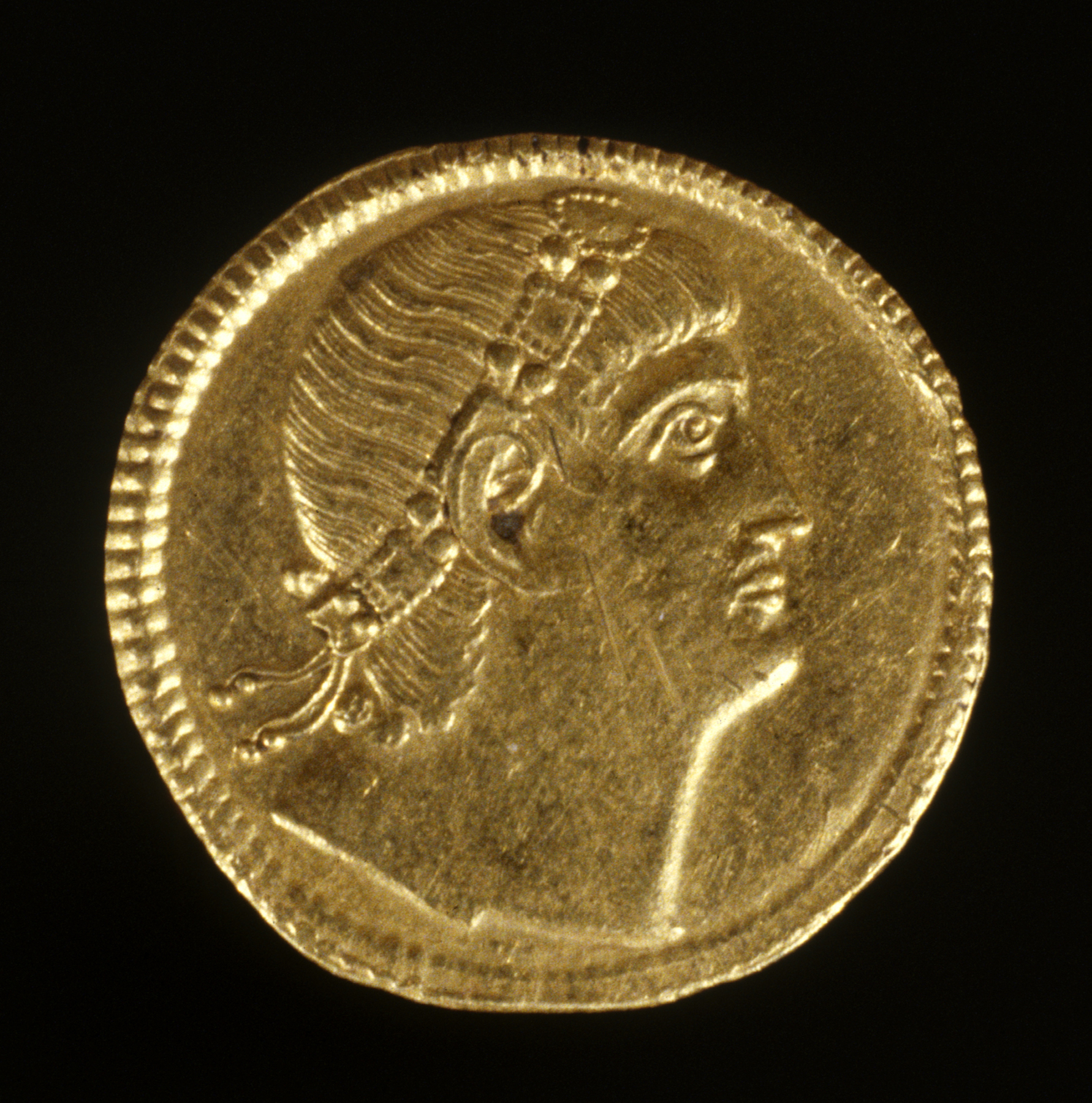
Самое раннее известное изображение украшенной камнями диадемы обнаружено на памятных медальонах по случаю 20-летия правления императора Константина Великого (306—337). На иллюстрации — медальон в честь 30-летнего юбилея

Статуя собрана из секций. Крепление правой руки не очень точное. Из утраченных частей основными являются: часть головы над диадемой, украшения, левый нижний край свисающей хламиды, пряжка на правом плече, от которой остались следы креплений. Ноги и части обоих предплечий. Проработка задней части несколько менее детализирована, чем передней. Шея слегка наклонена влево, лицо асимметрично — справа оно шире и округлее. Правая рука поднята, что в ней было изначально - не известно: скипетр, дротик или лабарум. Согнутая в локте левая рука держит глобус. Опорная нога правая, по положению птериг и линии бедра видно, что левая нога была приподнята на 20—25 см.
На статуе представлены следующие элементы одежды:
- Две туники — нижняя видна на правом плече и левом локте, её рукав в мелкую складку и изображает, вероятно, льняную ткань. На правом плече виднеется также верхняя туника.
- Кожаный доспех с короткими рукавами. На бёдрах и предплечьях складки и птериги, скреплённые тесьмой и украшенные кисточками. К доспеху снизу живота пристёгнут пояс с горгонейонами. Нагрудник имеет анатомически достоверную форму.
- Пояс спереди завязан в гераклов узел, свободные концы два раза заткнуты внутрь.
- Хламида изображена изготовленной из тяжёлой ткани. Спереди она наброшена на левое плечо, затем спускается по левому предплечью и дальше свободно свисает вниз.
- Диадема представлена как мощный обод шириной 15 см, немного суженный сзади. Края диадемы заполнены грушевидными жемчужинами — снизу 50, сверху 48. В центре лба есть пространство для драгоценного камня, как и на противоположной стороне диадемы, обе в форме крупных четырёхугольников. В средней части диадемы с каждой стороны по 17 полостей для драгоценных камней — вытянутых кверху овалов; передние 8 крупнее задних. Лобный драгоценный камень имеет несколько неправильную форму и выступает над верхним краем диадемы.

Волосы на голове довольно длинные, расчёсаны на широкие пряди, причёска «под горшок». Уши частично прикрыты. Борода намечена чуть более выпуклой и грубо обработанной поверхностью и отделена от остальной части лица чёткой линией. Таким же образом намечены усы. Над глазами расположены густые брови, выгнутые дугой. Взгляд прямой. Лоб узкий, кверху сужается. Челюсти аномально тяжёлые, губы плотно сжаты. Примечательным является очень плоское лицо при очень массивном затылке, что сложно объяснить исключительно жанровой стилизацией. Могучая шея и угловатый череп производят впечатление огромной силы, представляя зрителю императора-солдата.

## История

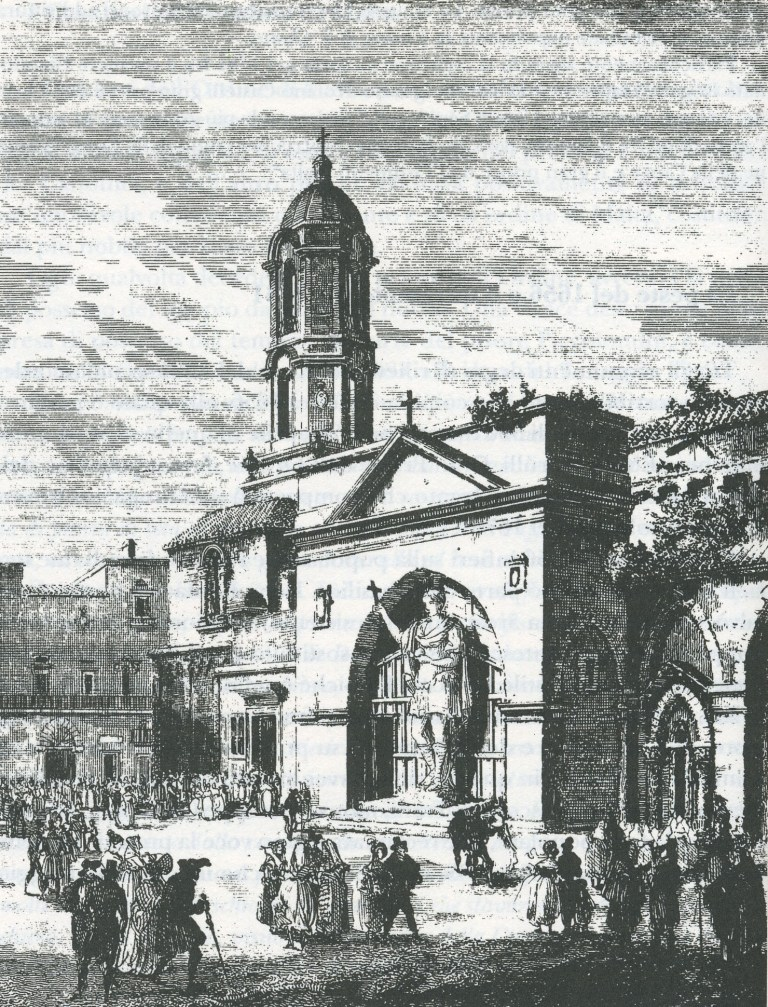
Колосс на гравюре XVIII века

О пребывании статуи в Барлетте известно с 1309 года, когда был издан указ Карла II Анжуйского, разрешающий доминиканцам из Манфредонии использовать металл статуи для строительства своей церкви. Хотя часть статуи пошла на изготовление колокола, проведённое в ходе реставрации исследование показало, что по крайней мере голова и туловище являются оригинальными. История появления статуи в городе на основе «древней традиции» приводится в жизнеописании святого покровителя Барлетты епископа Руджерио Каннского, составленного в 1607 году иезуитом Дж. Гримальди. Согласно этому источнику, вывезенную из Константинополя после захвата византийской столицы крестоносцами в 1204 году статую перевозил венецианский корабль, потерпевший кораблекрушение у берегов города. Предположительно корабль направлялся в Равенну для украшения триумфальной арки в честь императора Гонория, при котором этот город стал столицей Западной Римской империи. Данное предположение выглядит правдоподобным, поскольку в это же время венецианцы вывезли из Константинополя бронзовую квадригу, установленную затем в соборе Святого Марка.
Хотя примеры обнаружения затонувших античных скульптурных произведений известны, исследования статуи не обнаружили никаких следов её пребывания в море. В 1431 году статую, находящуюся в плохом состоянии, отреставрировал скульптор Фабио Альфано (итал. Fabio Alfano), восстановив ей ноги, левое предплечье и большую часть правой руки. Крест, который был раньше в правой руке, уже был к тому времени утрачен. В начале XVI века статую во дворе замка Барлетты видел историк Леандро Альберти.

## Изучение
Основным вопросом, связанным со статуей, является идентификация изображаемого ею императора. Первоначальная версия утверждает, что это византийский император Ираклий I (610—641), прославившийся своими победами в войнах с Персией и освобождением Гроба Господня в ходе войны 602—628 годов. Соответственно, с точки зрения местной традиции расположение статуи возле одноимённого храма и крест в её руке говорят в пользу этой версии. По-итальянски статую называют Eraclio или Arè на местном диалекте.
В 1909 году предположение о принадлежности статуи императору Аркадию (395—409) сделал К. Гурлитт, в том же году А. Хазелофф отнёс статую к Каролингскому искусству. Первое детальное исследование статуи выполнил в 1912 году Г. Кох. Согласно мнению этого исследователя статуя представляет Валентиниана I (364—375), основываясь на описании моральных качеств этого императора, приведённых Аммианом Марцеллином и сходству с изображениями на монетах. Согласно Р. Дельбрюку, изучавшего статую в 1933 году, это изображение императора Маркиана (450—457). Этот исследователь принял во внимание возраст императоров от Константина Великого (306—337), когда по его мнению появился соответствующий тип диадемы, до Анастасия I (491—518), когда мода на причёски сменилась в пользу более длинных. При этом, однако, немецкий исследователь отметил отсутствие качественных нумизматических изображений Маркиана, придя к своему выводу методом исключения и из общих соображений о его жизненном пути. В 1941 году с этим мнением согласился Й. Колвитц. В 1954 году К. Чеккелли (итал. C. Cecchelli) вновь выдвинул гипотезу о Валентиниане I, указывая на сходство с головой этого императора из коллекции Карлсберга в Копенгагене и некоторыми изображениями на монетах, где он держит лабарум с той же суровостью во взгляде. В 1971 году версию о Юстиниане I (527—565) выдвинул В. Пикоцци (итал. V. Picozzi), в 1973 году в пользу Гонория высказался П. Тестини. C предположением о Валентиниане I был согласен А. Грабар. В 1980-е годы связать статую с именем императора Льва I (457—474) предложил У. Пешлов.